# Јохан Кристоф Фридрих Бах
Јохан Кристоф Фридрих Бах (Бикебург, 21. јун 1732, Лајпциг — 26. јануар 1795) био је немачки композитор из музичке породице Бах. Помиње се као „Бах из Бикенбурга“. Био је девети син Јохана Себастијана Баха и Ане Магдалене Бах.
Године 1750. почео је каријеру харпсикордисте на двору у Бикенбургу. Писао је сонате за клавијатуре, 16 симфонија, ораторијуме, литургијске хорске композиције, мотете, опере и песме. У његовој музици приметни су утицаји оца, К. Ф. Е. Баха и италијанске музике.